# Iris Barbura
Iris Barbura (* 4. November 1912 in Arad, Rumänien; † 13. Juni 1969 in Ithaca, New York) war eine rumänisch-deutsch-US-amerikanische Tänzerin, Choreografin und Tanzpädagogin.

## Leben und Wirken
Barbura begann ihre künstlerische Ausbildung 1931 in Bukarest am Konservatorium für Darstellende Künste. 1935 traf sie den Pianisten und späteren Dirigenten Sergiu Celibidache. Aus dem künstlerischen Austausch entstand eine langjährige Liebesbeziehung. Celebidache begleitete Barbura als Pianist bei ihren Tanzaufführungen und schrieb Kompositionen, zu denen sie ihre Tänze entwickelte. Barbura besuchte 1936 bis 1938 tänzerische Sommerkurse in Wien, Dresden, am Mozarteum in Salzburg bei Harald Kreutzberg sowie in Berlin.
1938 bis 1942 arbeitete Barbura in Bukarest an eigenen Choreographien und führte Soloprogramme (u. a. an der Staatsoper) auf, gab Unterricht im modernen Tanz und arbeitete als Erste Choreographin am Nationaltheater Bukarest. Ab 1942 ging sie auch auf Auslandstourneen, u. a. nach Deutschland.
In den Jahren 1945 bis 1951 lebte sie mit Celebidache in Berlin und führe eigene Soloprogramme auf. Ein Tanzpartner von ihr war Vergiu Cornea. Im Herbst 1949 wirkte sie im Berliner Künstlerkabarett Die Badewanne mit. Nachdem Celibidache sich 1951 von ihr getrennt hatte, emigrierte Barbura in die USA, wo sie in Ithaca, N.Y., ein eigenes Studio für Modern Dance eröffnete und auch wieder als Tänzerin auftrat. 1969 beging sie Suizid.
Ihre bedeutendste Schülerin, Beth Soll, führte 2016 einen Tanzabend zum Gedächtnis an Iris Barbura auf.